# 「弱くても勝てます」 開成高校野球部のセオリー
『「弱くても勝てます」 開成高校野球部のセオリー』（よわくてもかてます かいせいこうこうやきゅうぶのセオリー）は、高橋秀実による日本のノンフィクション書籍である。全国屈指の進学校である開成高等学校の、常識を逸脱したユニークな野球部を、監督と選手たちへのインタビューを元に紹介した。第23回ミズノスポーツライター賞優秀賞受賞作。
2014年4月から日本テレビ系でテレビドラマ化された。

## テレビドラマ
『弱くても勝てます〜青志先生とへっぽこ高校球児の野望〜』（よわくてもかてます あおしせんせいとへっぽここうこうきゅうじのやぼう）のタイトルで、2014年4月12日から6月21日まで毎週土曜日21:00 - 21:54に、日本テレビ系の「土曜ドラマ」枠で放送された。主演は嵐の二宮和也で、二宮はこのドラマにおいて野球部の監督を演じていた。
なお本作品は原作の事実に基づいた脚色が行われているため、「このドラマはフィクションです」との字幕が表示されている。

### キャスト

#### 小田原城徳高校

##### 野球部
田茂 青志（たも あおし）〈30〉
演 - 二宮和也
小田原城徳高校野球部監督であり3年B組の担任教師。担当科目は生物。学歴は小田原城徳高校出身「現小田原高校」。所属していた東京大学児玉研究室が論文不正の嫌疑を掛けられたことで閉鎖になってしまい、三条の勧めで臨時教員として着任する。高校時代は野球部で捕手をしていたが、ボールがまともに捕れなかった記憶がある。
赤岩 公康（あかいわ きみやす）
演 - 福士蒼汰
投手。3年B組。野球が大好きな球児。1年前の堂東学院との親善試合の失敗から火だるまになり暫く野球部から離れていたが、青志の助言でライトのポジションからピッチャーにコンバートした。自宅は豪邸で成績もよく、定期テストでは1位をとっている。
樽見 柚子（たるみ ゆずこ）
演 - 有村架純（6歳：平澤宏々路）
小田原城徳高校野球部マネージャーであり3年B組生徒。母・楓の影響もあり、幼少期からの野球好き。幼い頃は高校生の青志とよくキャッチボールをしていた。赤岩とは幼なじみで好意を寄せている。
白尾 剛（しらお つよし）
演 - 中島裕翔
三塁手。3年B組。唯一の実力者でチームの要。メジャーリーガーを目指す。選手業に専念する為に、江波戸をキャプテンに指名する。青志が監督に就任しポジションが確定するまでその日のメンバーのコンディションによって、ポジションを決めていた。密かに柚子に想いをよせている。
江波戸 光輝（えばと こうき）
演 - 山﨑賢人
捕手。キャプテン。3年B組。お人好しで気が弱い所がある。岡留とは同じ中学の出身でその頃からの腐れ縁だが、気の弱さが原因で彼にパシリにされていた。現在でも岡留に対して良い心象はなく、蟠りを抱える。キャプテンになった事で自身の役目にも悩む。
亀沢 俊一（かめざわ しゅんいち）
演 - 本郷奏多
一塁手。3年B組。元吹奏楽部でシンバル担当だったが本当は指揮者台に立ち、観衆の注目を集めたかった。「バッターボックスなら観衆の注目を集めることができる」と青志に言われ、野球部へ入部する。実家が貧乏で朝刊配達のアルバイトをしながら1人暮らしをしていたが、実家の工場経営がうまくいかなくなり退学してしまう。
岡留 圭（おかどめ けい）
演 - 間宮祥太朗
中堅手。3年D組。中学時代は江波戸に対して虐め（本人はあまり自覚が無かった模様）を行っており、彼から蟠りを向けられていた。100m走のタイムが伸び悩んでいた陸上部員で、43mまでの超短距離走なら力を発揮できることに青志が気付く。亀沢と同じくスカウトされ現在は野球部として活動中。
志方 英介
演 - 桜田通
補欠。2年生。いわゆるオタクで内向的な性格。入学以来柚子に好意を抱き、恒常的にストーキングしていたが、下校中に柚子に呼び止められ、補欠要員としてスカウトし入部する。柚子から呼び捨てで呼ばれており、野球部加入後もパシリに近い扱いをされていた。回が進むにつれ一人の野球部員として成長し、柚子からも気にかけられていく。赤岩を嫌っているような素振りがある。
樫山 正巳（かしやま まさみ）
演 - 鈴木勝大
二塁手。2年生。生活リズムの中で独自の細かいタイムテーブルが存在する。飯室芽衣と付き合う。3年時は投手。
牛丸 夏彦（うしまる なつひこ）
演 - 栁俊太郎
左翼手。2年生。何に対しても広い視野を持っていたい理由から、視界の開けた屋上から双眼鏡で眼下を覗き、人々を観察している。璃子に好意を寄せている。
光安 祐太（みつやす ゆうた）
演 - 平岡拓真
遊撃手。1年生。新入部員。兄は堂学のキャプテン。
伊勢田 秀人（いせだ しゅうと）
演 - 阿久津愼太郎
右翼手。1年生。新入部員。2年時は捕手。
増本 信樹
演 - 荒川良々
部長。担当科目は地理。青志が着任後、監督の立場を失うが部長という立場で野球部と関わる。
三条 光茂
演 - 笹野高史
校長。青志の高校時代の監督。

##### 3年B組生徒（野球部員を除く）
中尾 和哉
演 - 沖山翔也
金井 正志
演 - 笠松将
土井 孝則
演 - 高橋斗亜
北原 はるか
演 - 寺田真珠
松田 有紗
演 - 中川可菜
秋風 優介
演 - 中根大樹
三上 裕樹
演 - 深瀬修人
田部 修一
演 - 藤秀多
稲村 恭平
演 - 嶺豪一
工藤 公一
演 - 結木滉星
岡 将太
演 - 吉田翔

#### 堂東学院野球部
桐生 晋太郎
演 - 瀬戸利樹
一塁手。
吉永 藤一郎
演 - 宮里駿
エース投手で4番打者。キャプテン。光安の兄で、両親が離婚し父に引き取られる。白尾とは中学時代からのライバルの関係にあたる。
箕島 省吾
演 - 斉田雅宏
秋山 祐輔
演 - 葛西優大
宇都 義弘
演 - 舟津大地
春日部 優也
演 - 野沢大悟
西条 竜次
演 - 島丈明
峠 直介
演 - 川原和久
監督。熱血漢であり選手に対して常に厳しい指導をする。相手が弱小の高校野球部であっても妥協を許さない主義である。
谷内田 健太郎（やちだ けんたろう）
演 - 市川海老蔵
野球部OB。青志の永遠のライバル。米国のプロ野球選手として活躍するが、肩を壊したことで選手生命を絶たれ、日本に帰国し堂東学院野球部の臨時特別コーチに就任する。

#### 武宮高校野球部
浦瀬
演 - 酒井敏也
監督。過去に甲子園に導いた実績を買われ、武宮に招聘される。普段は穏やかだが、スイッチが入ると性格が変わったかのように激昂する。
国友 悟
演 - 井手大稀
投手。キャプテン。メンタルが弱く、イニングの終盤辺りから投球フォームが崩れていく。

#### その他
利根 璃子（とね りこ）
演 - 麻生久美子
スポーツ専門誌「Trophy」西湘地区高校野球担当スポーツ記者。青志が考える野球論に興味を持ち、城徳高校を取材し「弱くても勝てた」の掲載を開始。
坂崎
演 - 松永博史
スポーツ専門誌「Trophy」編集長。
赤岩 晴敏（あかいわ はるとし）
演 - 光石研
公康の父。サザンウインドの常連客。楓に想いを寄せているが息子の公康からは幼なじみの母親だけは絶対に無理と言われている。
樽見 楓（たるみ かえで）
演 - 薬師丸ひろ子
柚子の母。喫茶店「サザンウインド」オーナー。夫は柚子が小学生のときに他界した。

#### ゲスト
児玉 弘治
演 - 田村泰二郎（第1話）
東京大学理学部児玉研究室教授。青志の元上司。論文に掛けられた嫌疑を1年ですすぐと研究員たちに約束する。
飯室 芽衣
演 - 藤原令子（第4・10話）
小田原城徳高校2年生。テニス部部員。学校の屋上で樫山に交際して欲しいと告白する。

### スタッフ
- 原作 - 高橋秀実『「弱くても勝てます」開成高校野球部のセオリー』（新潮文庫刊）
- 脚本 - 倉持裕、根本ノンジ
- 音楽 - 井上鑑
- 演出 - 菅原伸太郎、池田健司、明石広人
- 主題歌 - 嵐「GUTS !」（ジェイ・ストーム）[18]
- 演出補 - 富田和成
- サウンドデザイン - 石井和之
- オープニングタイトル - 熊本直樹、竹久正記
- エンディングタイトル&VFX - 木村康次郎、大角哲也
- 野球指導 - 二宮功
- アクションコーディネーター - 出口正義、森﨑えいじ
- トランペット指導 - 宮津まり子、鈴木雄大
- 劇中料理 - 赤堀博美
- 著作権契約 - 能見季見
- 劇中漫画 - とんだばやしロンゲ
- 撮影協力 - 小田原市、神奈川県立小田原高等学校
- 取材協力 - 神奈川大学理学部
- 協力 - 新潮社
- チーフプロデューサー - 伊藤響
- プロデューサー - 河野英裕、大倉寛子
- プロデューサー補 - 金澤麻樹、杉本明千世
- 制作協力 - 日テレアックスオン
- 製作著作 - 日本テレビ

### 放送日程
| 各話                                                      | 放送日  | サブタイトル                                                                 | 脚本       | 演出       | 視聴率 |
| --------------------------------------------------------- | ------- | ---------------------------------------------------------------------------- | ---------- | ---------- | ------ |
| 第1話                                                     | 4月12日 | 変人!? 教師の野望                                                            | 倉持裕     | 菅原伸太郎 | 13.4%  |
| 第2話                                                     | 4月19日 | 実話原作ドラマ化! 先生走る! 秀才へっぽこ野球部にイジメと切ない初恋           | 倉持裕     | 菅原伸太郎 | 11.7%  |
| 第3話                                                     | 4月26日 | 亡き父に誓った母娘の野望! 女で上等よ!! 学費滞納の貧乏部員を救い出せ          | 倉持裕     | 池田健司   | 09.4%  |
| 第4話                                                     | 5月03日 | 実話原作ドラマ化! ついに発見! 秀才弱小野球部が弱いまま勝つセオリー           | 倉持裕     | 菅原伸太郎 | 07.6%  |
| 第5話                                                     | 5月10日 | 初試合! 守備を捨て(秘) ドサクサ打法爆発! 苦学生の大決断と恋の三角関係        | 倉持裕     | 池田健司   | 11.9%  |
| 第6話                                                     | 5月17日 | さよならホームラン涙の最終打席…野球部が旅立つ友へ贈る別れの文化祭            | 倉持裕     | 菅原伸太郎 | 10.4%  |
| 第7話                                                     | 5月24日 | 強化合宿! 男だらけでケンカ続出! (秘)打法で東大にも兄弟喧嘩も恋も勝て!        | 倉持裕     | 池田健司   | 09.9%  |
| 第8話                                                     | 5月31日 | 不祥事!!                                                                     | 根本ノンジ | 明石広人   | 08.5%  |
| 第9話                                                     | 6月07日 | 甲子園予選1回戦! 勝てる確率は1.9%なるか!? 弱い奴らの涙の初勝利               | 根本ノンジ | 菅原伸太郎 | 07.4%  |
| 第10話                                                    | 6月14日 | へっぽこ野球部に最高の監督あり! 超弱小校が強豪校に勝つ!? 涙のラストへ        | 倉持裕     | 池田健司   | 08.4%  |
| 最終話                                                    | 6月21日 | 卒業…二宮和也、涙の15分間のラストメッセージ!! 失敗を恐れず思いきり振り切れ!! | 倉持裕     | 菅原伸太郎 | 08.9%  |
| 平均視聴率:9.9%（視聴率は関東地区・ビデオリサーチ社調べ） |         |                                                                              |            |            |        |

- 第1話は20分拡大（21:00 - 22:14）。

| 日本テレビ系 土曜21時台                  | 日本テレビ系 土曜21時台                                                           | 日本テレビ系 土曜21時台                                |
| 前番組                                   | 番組名                                                                            | 次番組                                                 |
| ---------------------------------------- | --------------------------------------------------------------------------------- | ------------------------------------------------------ |
| 戦力外捜査官 （2014年1月11日 - 3月15日） | 弱くても勝てます 〜青志先生とへっぽこ高校球児の野望〜 （2014年4月12日 - 6月21日） | 金田一少年の事件簿N（neo） （2014年7月19日 - 9月27日） |